# بورترية جيوفانا تورنابوني (لوحة)
بورترية جيوفانا تورنابوني (بالايطالية: Ritratto di Giovanna Tornabuoni)  هي لوحة زيتية بريشة رسام عصر النهضة الإيطالي دومينيكو غيرلاندايو، نُفِّذت عام 1488 ووهي موجودة الآن في متحف تيسين بورنيميزا، مدريد. تم تكليف رسم اللوحة من قبل لورنزو تورنابوني بعد وفاة زوجته عام 1488 وتتضمن العديد من التفاصيل الرمزية.

## خلفية

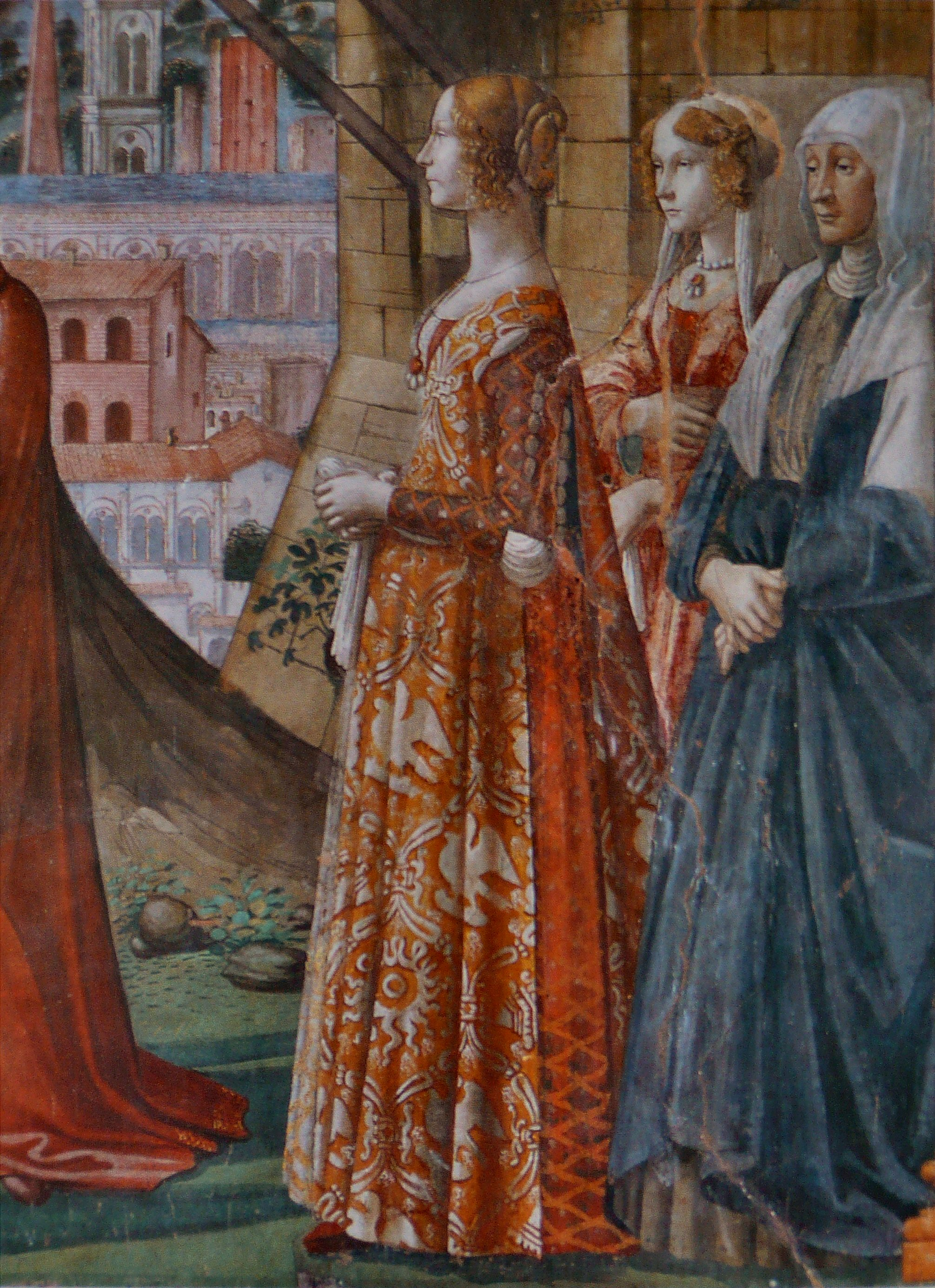
تفاصيل الزيارة ، لوحة جدارية في كنيسة تورنابوني بكنيسة سانتا ماريا نوفيلا في فلورنسا.

تصور اللوحة جيوفانا ديجلي ألبيزي، النبيلة الفلورنسية التي كانت متزوجة من لورنزو تورنابوني. ماتت أثناء الولادة عام 1488 ، وهو العام المحدد على الخلفية. تم تكليفها من قبل زوجها، لورنزو تورنابوني، وقد تم رسم الصورة بالفعل بعد حوالي عامين من وفاتها، حوالي 1489-90، لعائلة تورنابوني. تم التعرف عليها بفضل صورها الأخرى في كنيسة تورنابوني وميدالية جيوفانا، أيضًا من قبل غيرلاندايو، حيث لديها نفس أسلوب شعرها.

### جيوفانا تورنابوني
وُلدت جيوفانا دي ماسو ديجلي ألبيزي في 18 ديسمبر 1468 ، وهي الطفل الثامن لماسو ألبيزي وزوجته الثانية كاترينا سوديريني. في 15 يونيو 1486 ، تزوجت من لورينزو تورنابوني، الابن الوحيد لجيوفاني تورنابوني، شقيق لوكريزيا تورنابوني، وبالتالي عم حاكم فلورنسا لورينزو دي ميديشي الرابع.
ربما كان المقصود من هذا الزواج تقوية الروابط بين عائلة تورنابوني، المكونة من فصائل مؤيدة ومناهضة لميديتشي، وعائلة ميديشي. من نقابتهم ولد الطفل الأول، جيوفاني دي لورينزو، في 11 أكتوبر 1487. للأسف في العام التالي، في 7 أكتوبر 1488 ، توفيت جيوفانا. وفقًا لهربرت هورن، وفيليب هند، وجون بوب-هينيسي، حدثت الوفاة أثناء ولادة الطفل الثاني للزوجين، بينما تحتفظ باتريشيا سيمونز بمؤهلات الطفل غير الطبيعي الذي قدمه أنجيلو بوليزيانو في المرثية التي كتبها 5، لدعم أطروحة وفاة جيوفانا أثناء الحمل.

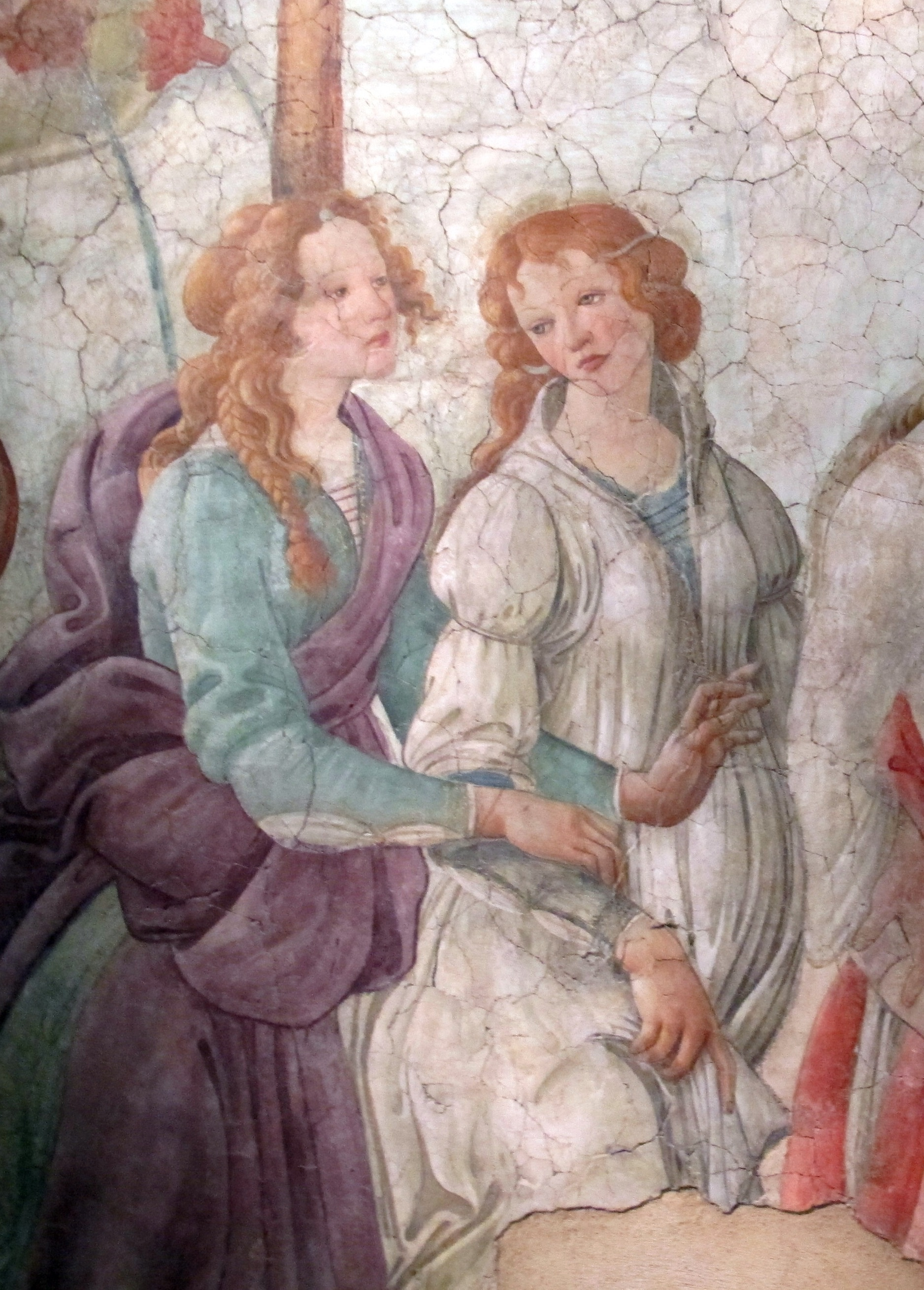
فينوس والنعم الثلاثة يقدمن هدية لفتاة شابة (جيوفانا على اليمين) بريشة بوتيتشيلي 1486 بين 1490.

أحبها أهل زوجها، عندما ماتت، تم عمل جماعتين، جنازة وغناء، تم خلالها حرق أكثر من 52 رطلاً من الشموع. كما تم الاحتفال بقداس الذكرى السنوية في عامي 1489 و1491. في وصية وضعت في عام 1490 ، ورث جيوفاني تورنابوني المبلغ اللازم لبناء قبر جيوفانا في كنيسة صغيرة في كنيسة سانتا ماريا نوفيلا في فلورنسا. تم تمثيلها على رأس موكب تورنابوني، إلى يمين الزيارة، في إحدى اللوحات الجدارية التي تزين الجدار الشرقي لهذه الكنيسة.

## الوصف

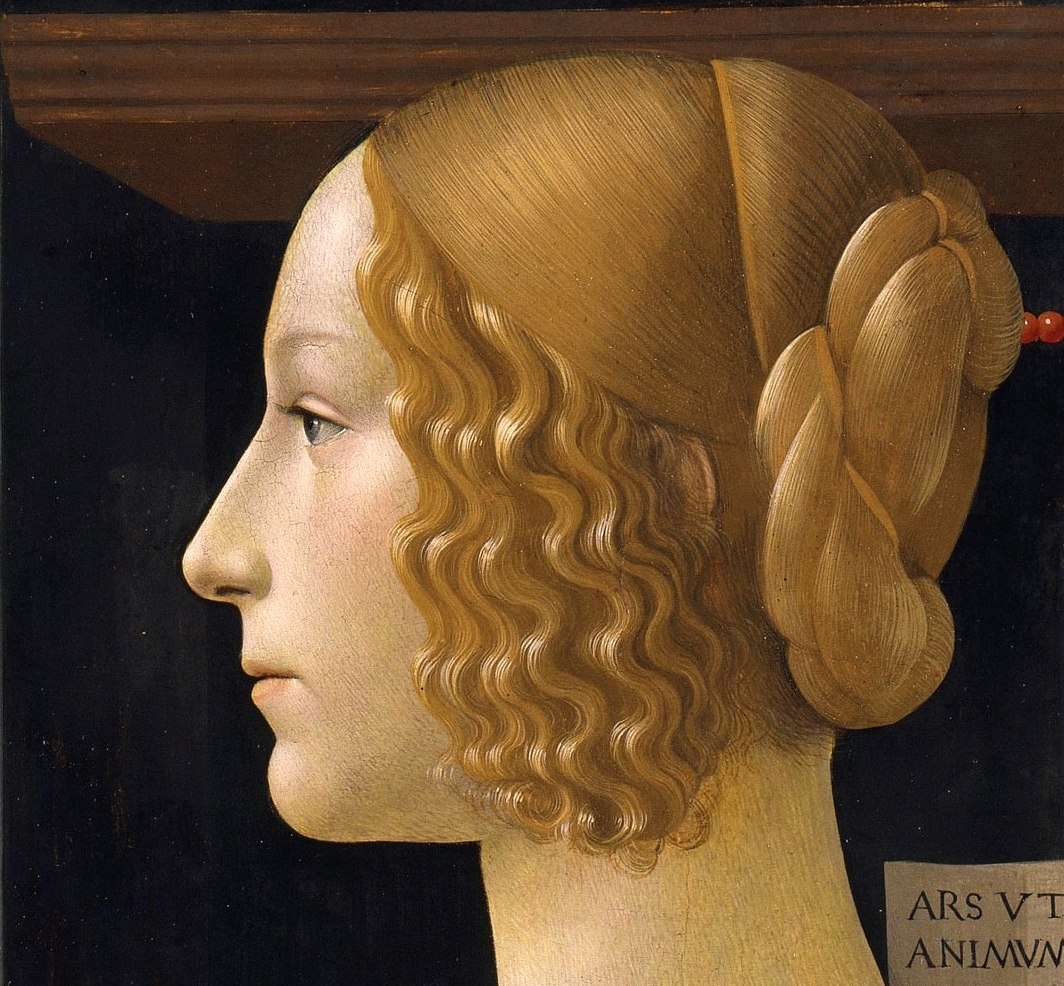
تفاصيل الوجه.

يتم تصوير جيوفانا وفقًا للنموذج الذي كان رائجًا في إيطاليا  ، بحيث كانت هذه الوضعبة من الرسم هي النمط الشائع للوحات فلورنسا في القرن الخامس عشر. يبرز شكلها الأيسر النقي للغاية بوضوح مقابل جدار داكن في الخلفية حيث يتم وضع بعض الأشياء، في مكان مصنوع بسمكه، مما يسمح بأبراز الشخصية بشكل أفضل. أسفل اليسار، في الخلفية يوجد بروش ذهبي مرصع بحجر ياقوت ولؤلؤ كبير يعلوه تنين مجنح، يطابق القلادة التي ترتديها جيوفانا، يرمز إلى المادية، لكن غيرلاندايو يحقق توازنًا حكيمًا من خلال ترتيب، على الجانب الآخر، كتاب صلاة نصف مفتوح ذو صفحات ذات حواف ذهبية، وربما يكون كتاب الساعات، انعكاسًا ورمزية لإخلاصها. أعلاه نقش لاتيني، مأخوذ من قصيدة شعرية لشاعر القرن الأول الميلادي مارتياليس. وقلادة من المرجان تتدلى من الرف (ربما تكون مسبحة).

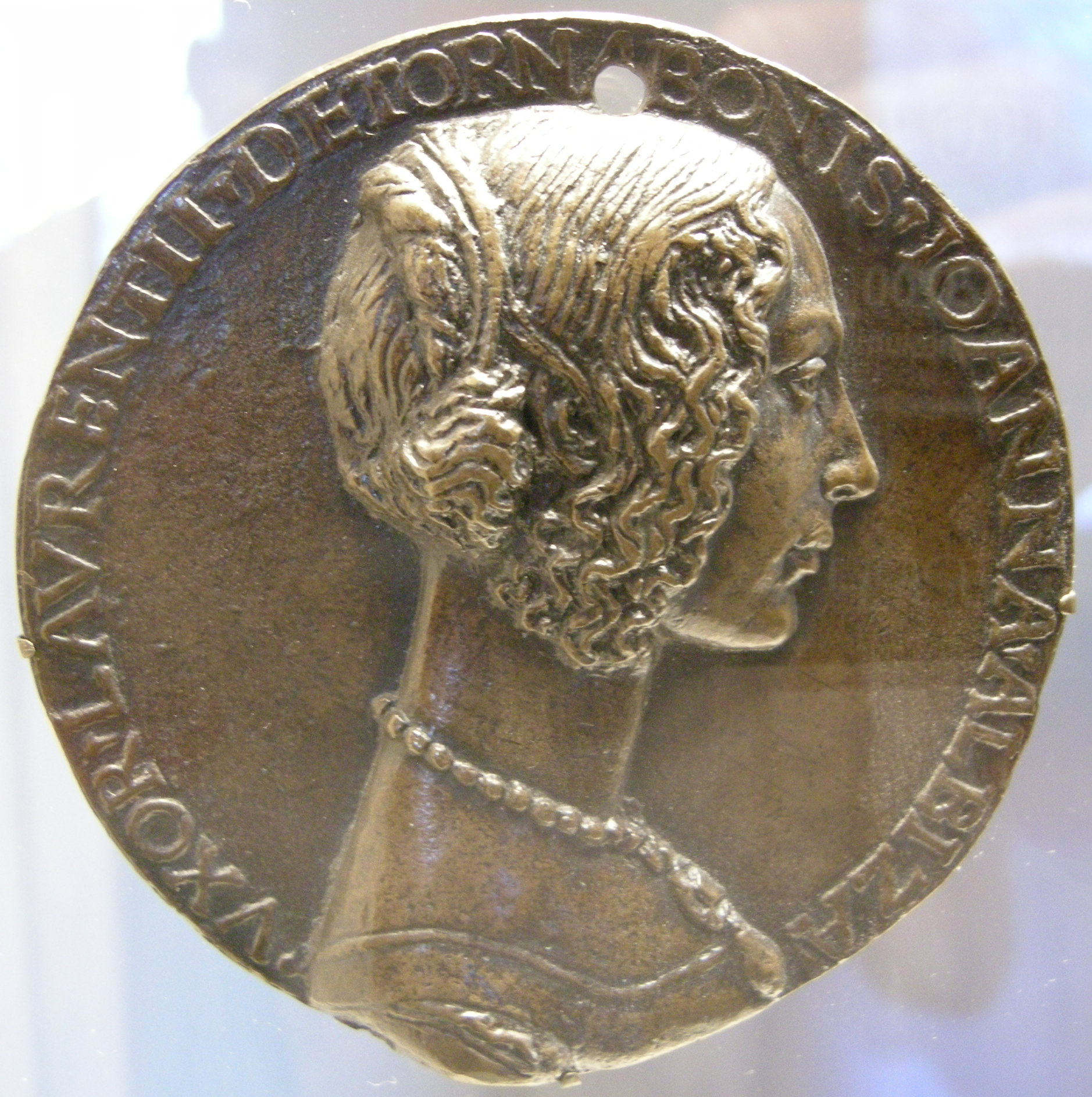
جيوفانا على ميدالية على باب فيورنتينو

قام غيرلاندايو بتثبيت ميزات النموذج على الأرجح من الميدالية أو قناع الموت  كما هو مقترح من خلال الوضع البعيد والمستقيم والثابت لجيوفانا. ترتدي جيوفانا فستانًا فاخرًا مزخرفًا بالأزهار بأكمام مائلة، وصدّار مطرز بالذهب، وتشبك يديها على منديلًا حريريًا. يتم سحب شعرها الخلفي المصفف إلى تسريحة الكعكة المضفرة، مع خصل الجانبين تُترك فضفاضة وتسقط على جانب وجهها.
بالنسبة لجميع المتخصصين تقريبًا، فإن العمل، مصنوع بحرفية راقية والتي وصلت إلينا في حالة جيدة جدًا بعد الحفاظ عليها، هي واحدة من أجمل لوحات الرسام وواحدة من أجمل صور القرن الخامس عشر. 

## الرمزية
العديد من جوانب هذه أللوحة تحمل أهمية رمزية في التأكيد على ثروة جيوفانا ومكانتها وتقواها. بحيث تشير ملابسها الجميلة إلى مكانتها وثروة عائلتها. شعار تورنابوني موجود على ملابسها، بالإضافة إلى علامتين "Ls" على كتفها، في إشارة إلى زوجها لورنزو. تشير هذه الشعارات إلى عائلة جيوفانا وتوضح مصدر الثروة المرئية. بالإضافة إلى الملابس، فإن وجود اللؤلؤ ودبابيس الزينة يؤكد أيضًا على ثروة الأسرة.  تُظهر القلادة الظاهرة في الصورة «ماسة صغيرة» مرصعة بالذهب فوق ياقوتة كبيرة تتدلى تحتها ثلاث لآلئ. كانت هذه زخرفة مميزة وجدت في صور جيوفانا وجاءت من مهر لودوفيكا. 

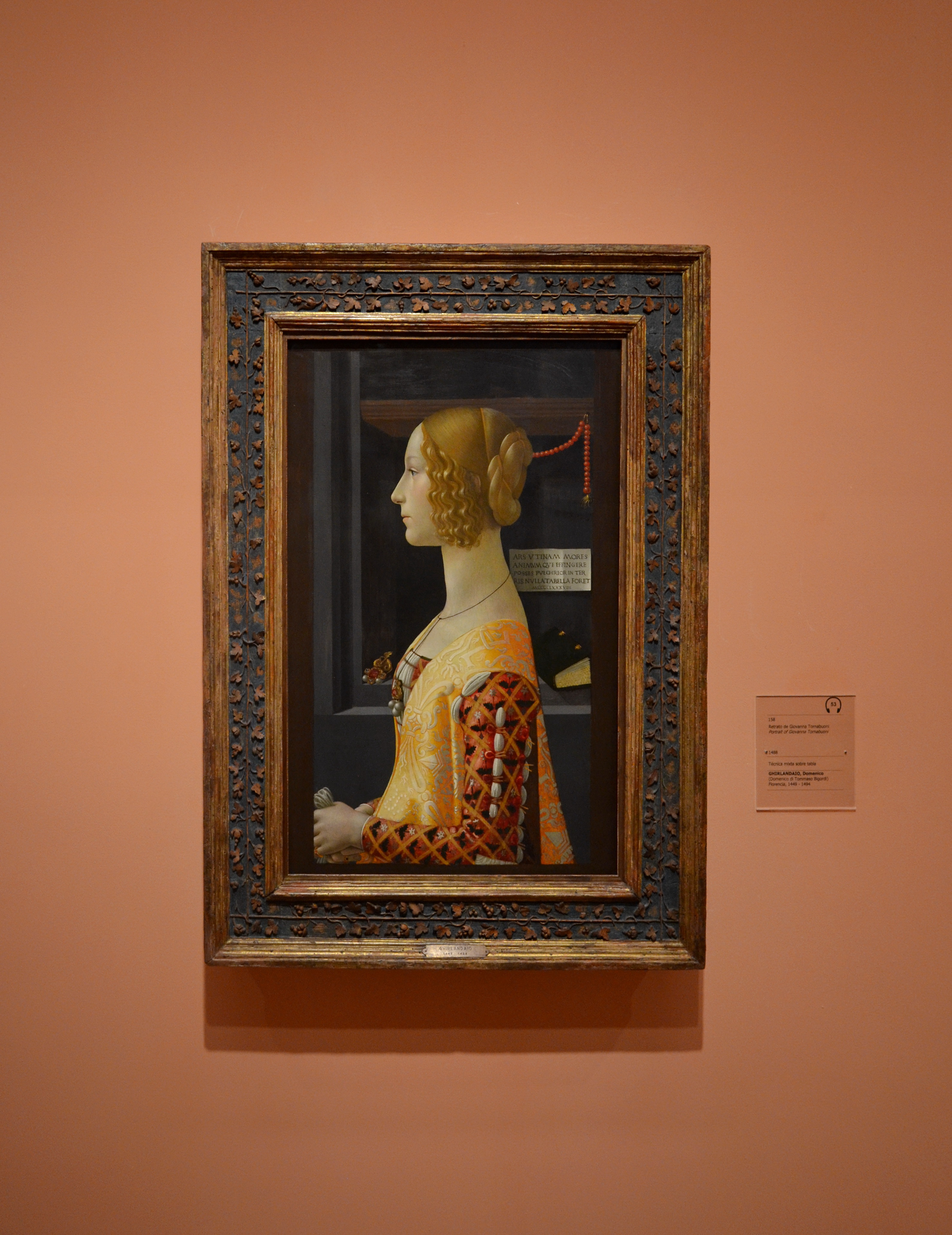
بورترية جيوفانا تورنابوني في متحف تيسين بورنيميزا ، مدريد.

رمز آخر داخل أللوحة هو سلسلة خرز المرجان الموجودة في الخلفية. من المحتمل أن تكون حبات المرجان الظاهرة في الخلفية عبارة عن مسبحة، مما يدل على تقوى جيوفانا الدينية. خلال عصر النهضة، كان للمرجان أيضًا العديد من الدلالات. كان يُعتقد أنه يحمي من الشر، ويساعد في الخصوبة، ويرتبط بدم المسيح. والكتاب الذي شوهد خلف جيوفانا، ربما يكون كتاب صلاة، يشير أيضًا إلى تقواها وحالتها المثقفة.

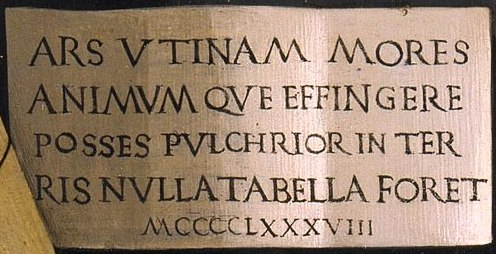
^{"الفن ، إذا كنت قادرًا على ذلك" لتصوير الروح والأخلاق ، لن توجد صورة أجمل على الأرض - 1488 ”}

أحد الجوانب المهمة للخلفية في هذه الصورة هو البطاقة الموجودة خلف جيوفانا. النقش عبارة عن مقتطف معدل من قصيدة للمؤلف مارتياليس. يقول الملصق: («الفن، إذا كنت قادرًا على ذلك» لتصوير الروح والأخلاق، لن توجد صورة أجمل على الأرض - 1488 ”) من المحتمل أن يشير تاريخ 1488 الموجود على اللوحة إلى عام وفاة جيوفانا وليس عام الانتهاء من العمل. تشير هذه القصيدة القصيرة إلى فضيلة الحاضنة التي يتم وضعها خلفها ومهارة الرسام. بالإشارة إلى جمال جيوفانا، ينقل غيرلاندايو جمال الحاضنة التي تعكس أخلاقها. من المحتمل أن تكون التعديلات التي تم إجراؤها على القصيدة قد تم إجراؤها بواسطة أحد معلمي لورنزو. 

## التحليل
تمت دراسة بورترية جيوفانا تورنابوني على نطاق واسع. تم تصويرها بالأشعة السينية وتحليله باستخدام تقنيات الأشعة فوق البنفسجية والأشعة تحت الحمراء والمقطع العرضي. من خلال هذه التحليلات وجد أن اللوحة قد تم إنشاؤها باستخدام فرشاة تحت الرسم. هناك عدة اختلافات بين الرسم ألاولي واللوحة النهائية، بما في ذلك وضع اليدين والملحقات المتضمنة. تم رفع العقارب في البداية، ولكن تم إنزالها في القطعة النهائية إلى وضع أقل حزماً. القلادة التي ترتديها جيوفانا في أللوحة النهائية كانت في الأصل عبارة عن سلسلة من الخرز ومزودة بقلادة مختلفة. لم تكن الملحقات الأخرى في الخلفية موجودة في الرسم السفلي.  قام غيرلاندايو أيضًا بتعديل تصفيف الشعر ومنحنيات جسم الشكل. بشكل عام، كانت أللوحة النهائية مثالية أكثر من الرسم الأولي الأصلي.

## جيوفانا بريشةغيرلاندايو
رسم غيرلاندايو جيوفانا تورنابوني في مراحل مختلفه خلال حياتها في ثمانينيات القرن الخامس عشر:

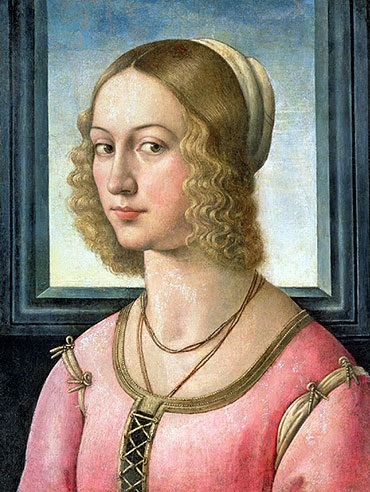
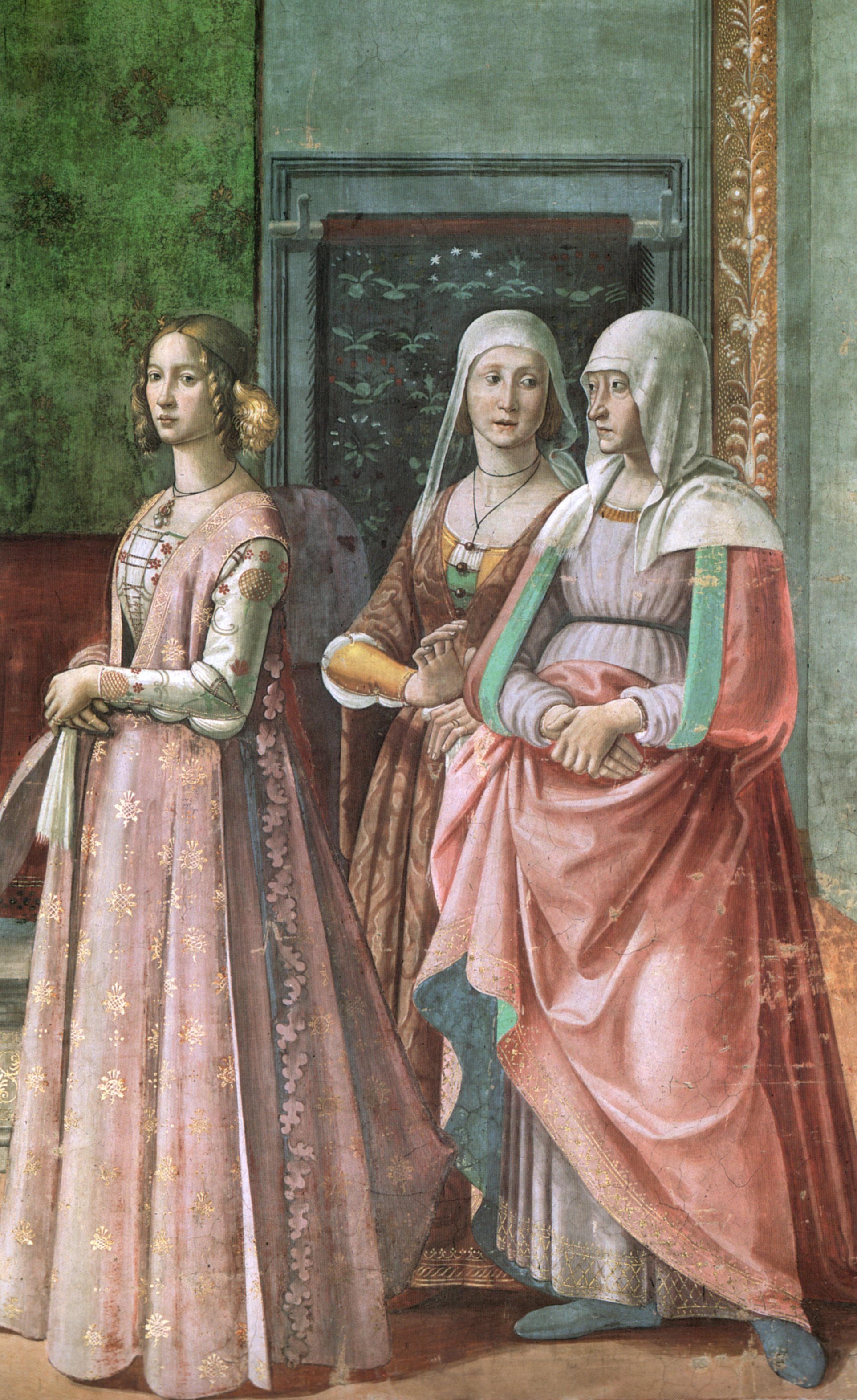
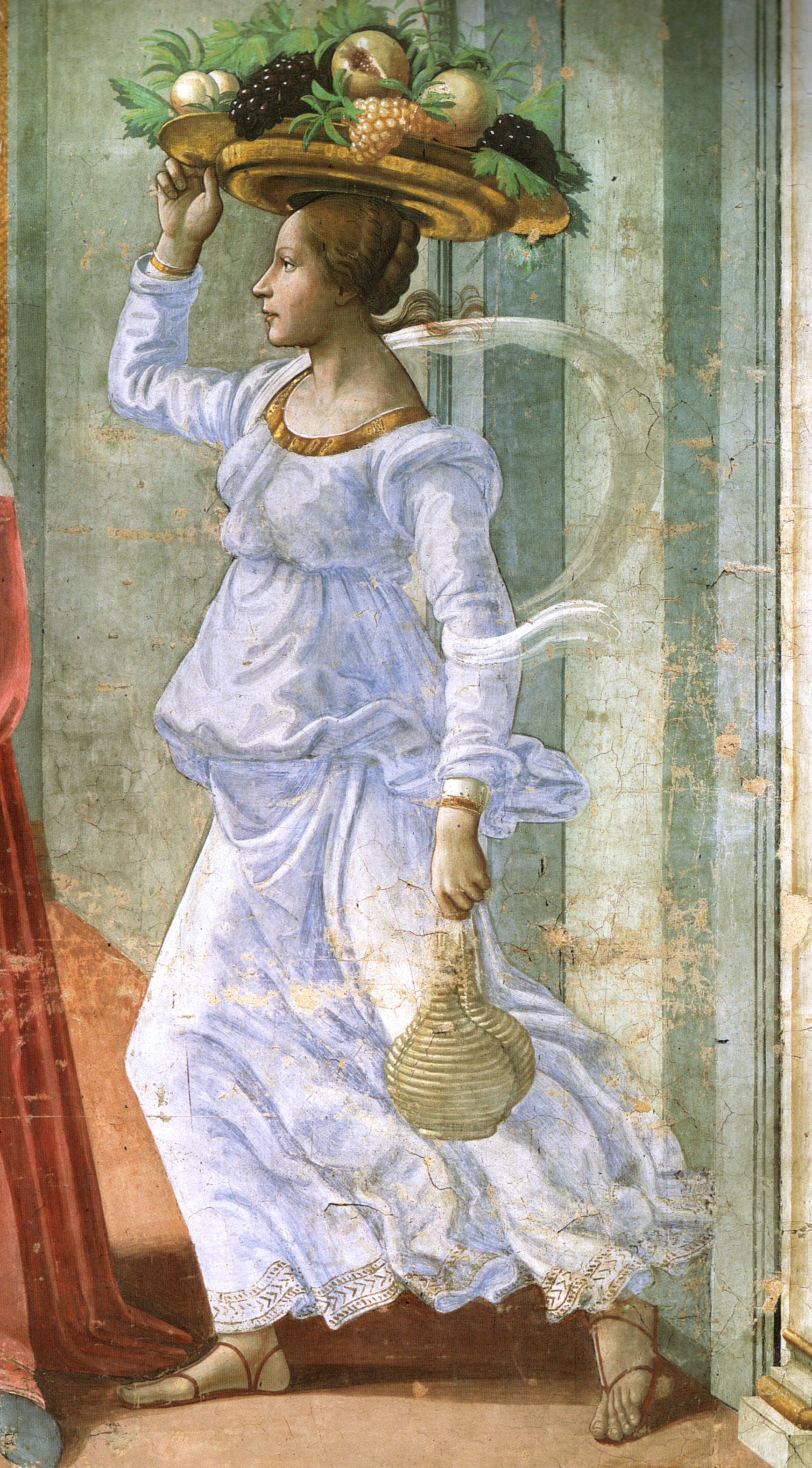

## الرسام

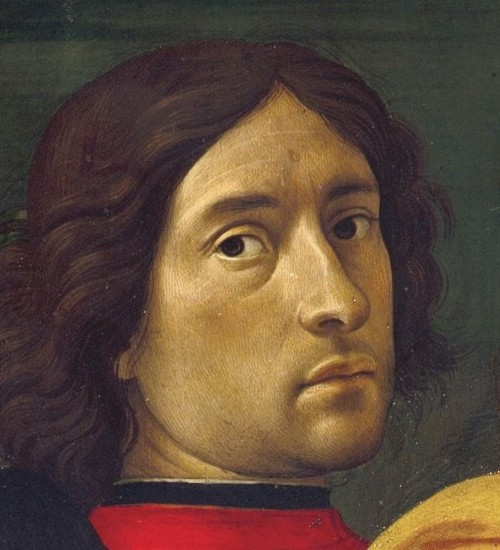
دومنيكو جرلاندايو

دومنيكو جرلاندايو (1449–1494). من أنجح الرسامين الإيطاليين في عصره بفلورنسا. رسم اللوحات الجصية على السقوف والجدران والنقوش على مذبح الكنيسة وفوقه بطريقة مباشرة واقعية وتفصيلية. أسلوبه يختلف كثيرًا عن أسلوب المبالغة والتعقيد الذي اتبعه فناني عصره أمثال فيليبينو ليبي وساندرو بوتيتشيلي، راق فن جرلاندايو الطبقة المتوسطة الثرية بفلورنسا. كان مايكل آنجلو واحدًا ممن تعلموا المهنة على يديه. ولد جرلاندايو في دومنيكو دي توماسو بفلورنسا.